# Suahili (grup humà)
Els suahilis (o Waswahili) són un grup ètnic i cultural que habita a la regió dels Grans Llacs d'Àfrica. Els seus membres resideixen principalment a Zanguebar, en una àrea que abasta l'arxipèlag de Zanzíbar, la costa de Kenya, el litoral de Tanzània, i el nord de Moçambic. El nom swahili deriva de la paraula àrab Sawahil سواحل, plural de sāḥil, ساحل que significa "costes". En kiswahili s'utilitzen les termes Mswahili, plural Waswahili, per designar més aviat als parlants que als pobles suahilis.
El suahilis parlen el suahili, que pertany a la branca bantu de les llengües nigerocongoleses. Segons el JoshuaProject, el nombre de suahilis és d'1.328.000.
La religió d'aquesta ètnia és la musulmana i els idiomes més parlats són, a més a més del suahili, el portuguès, l'anglès i el francès. Les ètnies relacionades són els kikuyus, macondes i xirazi.

## Definició
Els suahili s'originen a partir dels habitants bantus de la costa Sud-est d'Àfrica, a Kenya, Tanzània i Moçambic. Estan units principalment per la llengua materna kiswahili, un llengua bantu. Això també s'estén als emigrants àrabs, perses i altres que es creu que van arribar a la costa al voltant dels segles vii i viii, proporcionant una considerable infusió cultural i nombrosos préstecs lingüístics àrabs i perses. Però segons l'arqueòleg Felix Chami nota la presència d'assentaments bantu a cavall entre la costa sud-est d'Àfrica ja en l'inici del 1er mil·lenni. Han evolucionat gradualment des del segle VI en endavant per donar cabuda a un augment en el comerç (principalment amb els comerciants àrabs), el creixement demogràfic i la urbanització més centralitzada; convertint-se en el que després seria conegut com a ciutats estat suahili.

## Religió

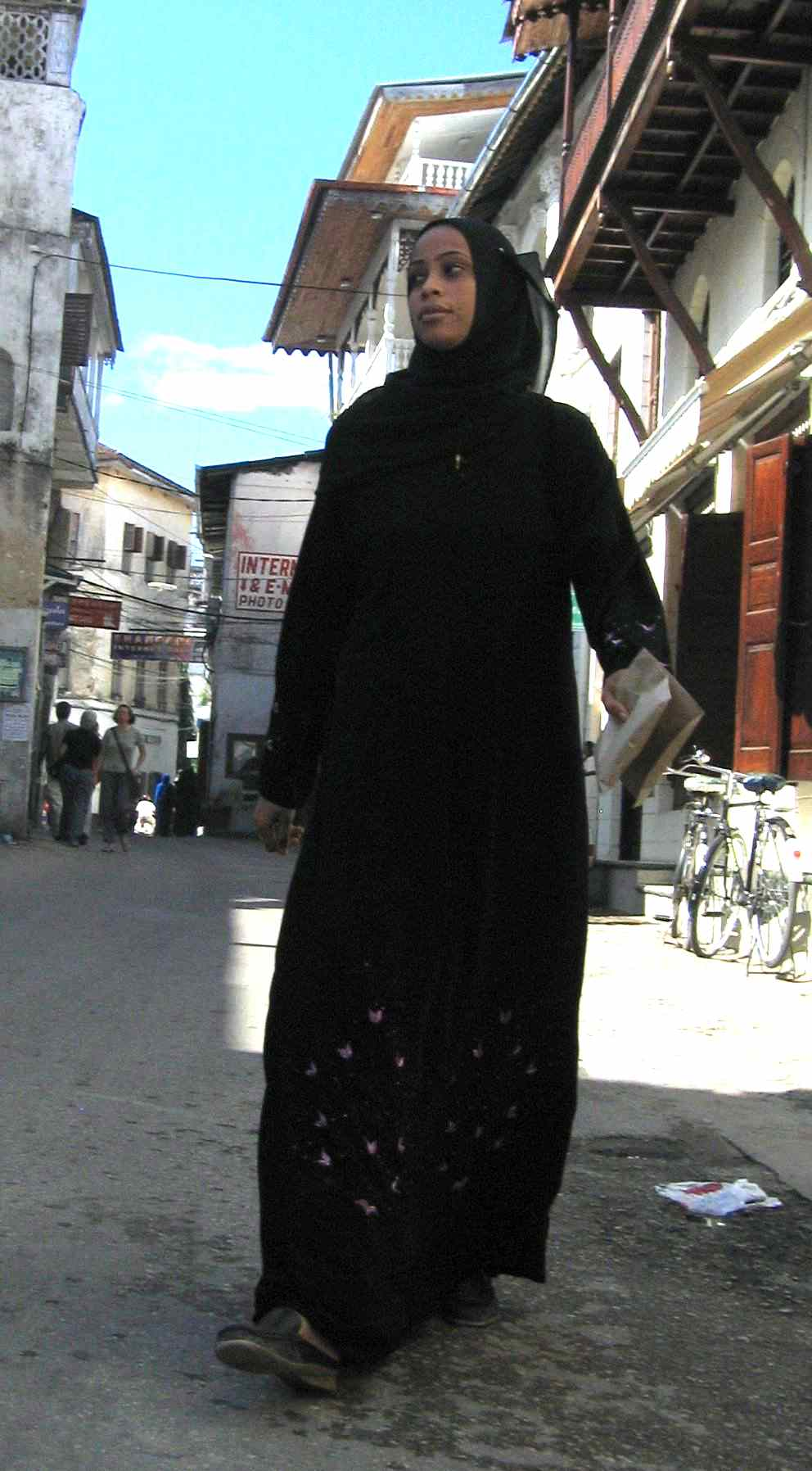
Dona suahili de Zanzíbar amb vestimenta islàmica.

L'islam va establir la seva presència a la costa sud-est d'Àfrica en el segle ix, quan els comerciants bantus establerts a la costa van aprofitar les xarxes de comerç de l'Oceà Índic. A causa del comerç a l'Oceà Índic l'islam va sorgir com una força unificadora a la costa i va ajudar a formar una identitat única suahili.
Els suahilis van introduir la fe islàmica a l'interior del país. Els oficials colonials britànics van afavorir la interpretació dels orígens dels estrangers asiàtics per legitimar la seva pròpia ocupació colonial, d'acord amb Collins i Burns. Collins i Burns també assenyalen que "Després que Kenya i Tanzània van obtenir la seva independència en la dècada de 1960 el pèndol implacable va oscil·lar cap a una interpretació del suahili i la seva cultura com a fonamentalment d'origen africà no una importació d'Àsia". Els suahili segueixen una forma molt estricta i ortodoxa de l'islam. Per exemple, Eid-ul-Fitr, diada que marca la fi del Ramadà, se celebra àmpliament en les zones on el suahili formen una majoria. Més tard, un gran nombre de suahilis comprometen el Hajj i Umrah des de Tanzània, Kenya, i Moçambic. La vestimenta islàmica tradicional, com ara el jilbab i el thob també són populars entre els suahili. A més de les pràctiques més ortodoxes, el suahili també són coneguts per l'ús de l'endevinació, que ha adoptat algunes de les característiques sincrètiques de les creences tradicionals indígenes subjacents. A més de les creences ortodoxes en el djinn, molts homes suahili usen amulets de protecció al voltant dels seus colls, que contenen versos de l'Alcorà. L'endevinació es practica a través de lectures de l'Alcorà. Sovint, l'endeví incorpora versos de l'Alcorà en tractaments per a certes malalties. De vegades, se li indica a un pacient amarar un tros de paper que conté versos de l'Alcorà en aigua. Amb aquesta tinta aigualida, que conté literalment la paraula d'Al·là, el pacient renta el seu cos o el beu per curar-se de la seva aflicció. Només els profetes i mestres de l'Islam tenen permís per convertir-se en homes-medicina entre el suahili.

## Llengua

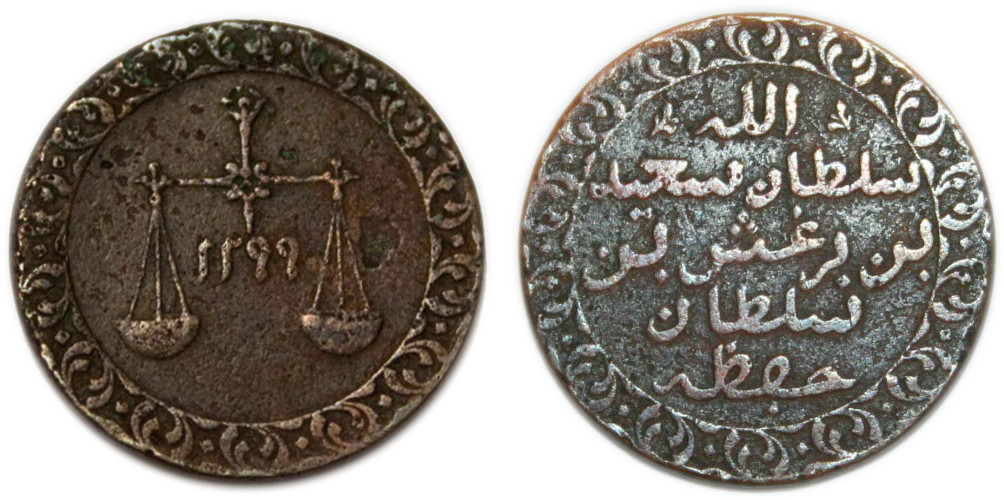
Escritura suahili en alfabet àrab en monedes de Zanzíbar c. 1299 AH (1882 AD).

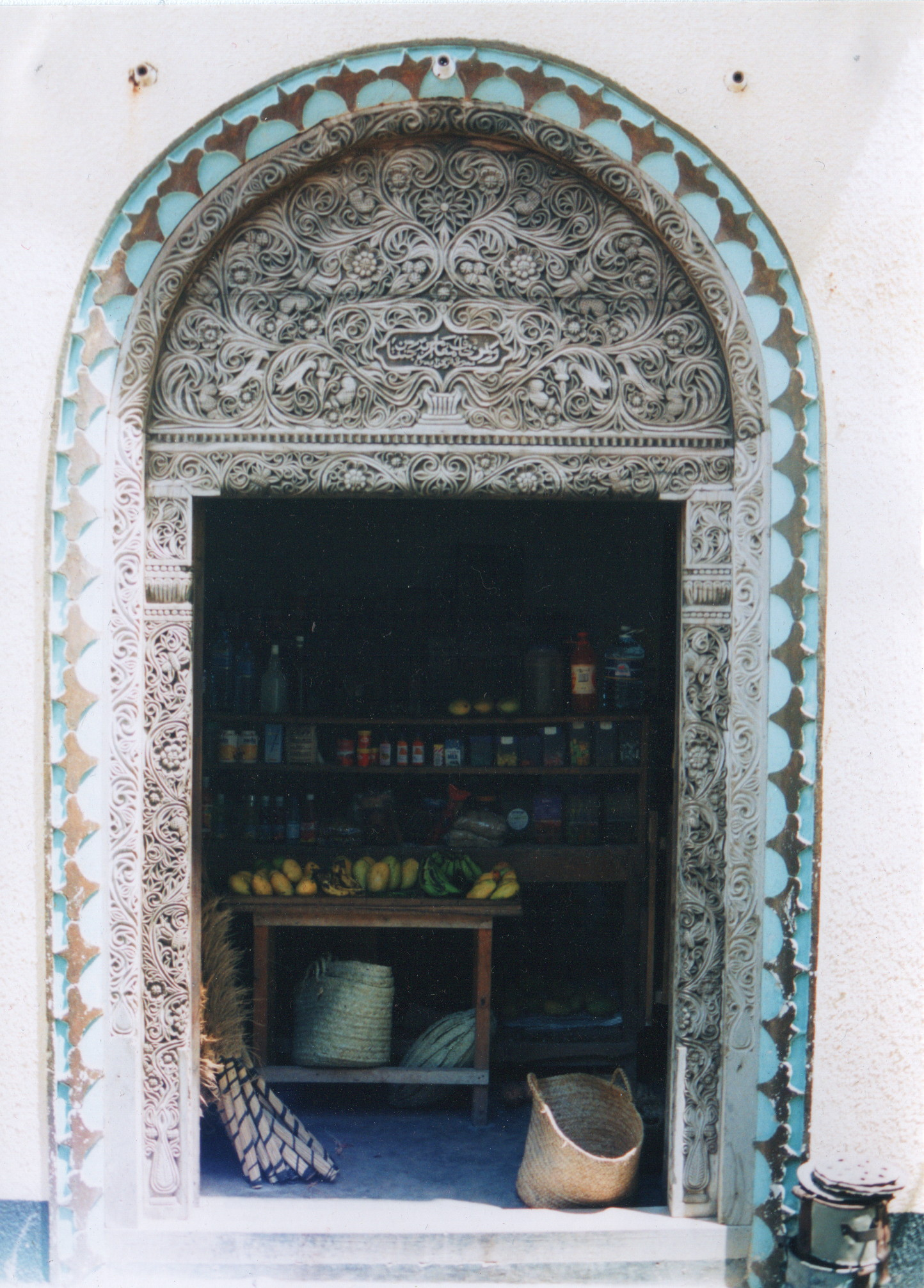
Escriptura suahili en alfabet àrab en una porta dallada en fusta tallada a Lamu a Kenya.

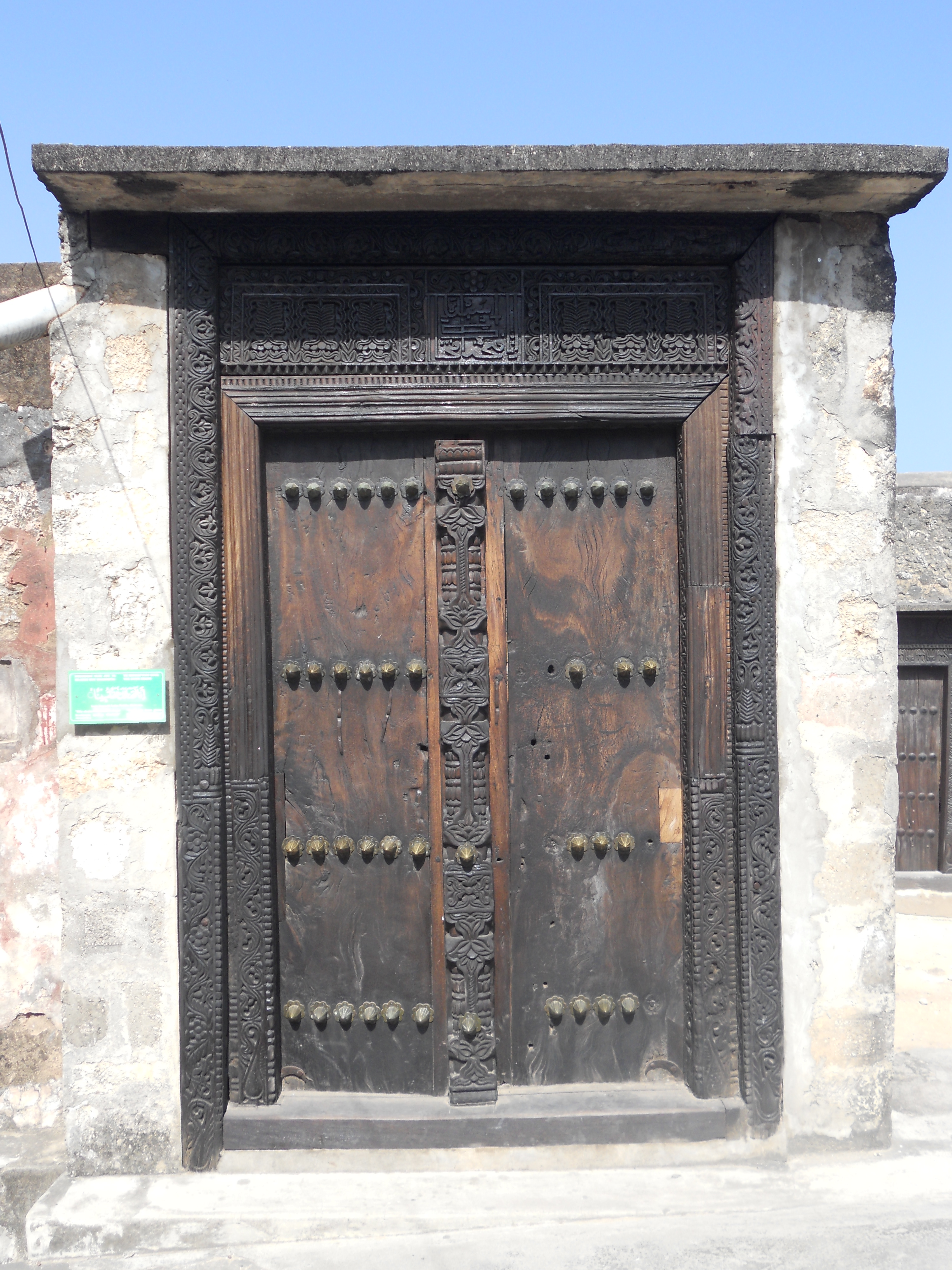
Escriptura suahili en alfabet àrab en una porta a Fort Jesus, Mombasa a Kenya.

Els suahili parlen el suahili com a llengua materna, que és membre del subgrup bantu de les llengües nigerocongoleses. Les llengües més properes són el comorià de les Comores i el mijikenda dels mijikendes de Kenya.
Amb la seva comunitat lingüística original centrada en les parts costaneres de Zanzíbar, Kenya i Tanzània, el litoral és conegut com a costa suahili. El suahili va esdevenir la llengua de la classe urbana a la regió dels Grans Llacs, i finalment hi va passar a servir com a llengua franca durant el període postcolonial.

## Economia
Durant segles, els suahilis depenien en gran manera del comerç de l'Oceà Índic. Els suahilis han tingut un paper vital com a intermediaris entre sud-est, centre i sud d'Àfrica, i el món exterior. S'han observat contactes comercials ja en l'any 100 per escriptors romans que van visitar la costa sud-est d'Àfrica en el segle i. Les rutes comercials es van estendre des de Somàlia a Tanzània a l'actual Zaire, al llarg de la qual els béns eren portats a les costes i eren venuts als comerciants àrabs, indis i portuguesos. Els registres històrics i arqueològics donen fe dels suahilis com a prolífics comerciants marítims i mariners que va navegar la costa africana del sud-est a terres tan llunyanes com Aràbia, Pèrsia, Madagascar,:110 Índia i fins i tot la Xina. S'han trobat ceràmica xinesa i comptes àrabs a les ruïnes de Gran Zimbabwe. Durant l'apogeu de l'Edat Mitjana, l'ivori i els esclaus es va convertir en una important font d'ingressos. Molts captius dels portuguesos eren venuts a Zanzíbar i acabaven al Brasil, que era llavors una colònia portuguesa. Els pescadors suahili d'avui encara basen l'oceà per proveir la seva principal font d'ingressos. El peix es ven als seus veïns continentals, a canvi dels productes de l'interior.
Encara que la majoria dels suahilis viuen amb nivells de vida molt per sota de la de jerarquia superior de les nacions més riques, són generalment considerats un grup relativament poderós econòmicament a causa de la seva història comercial. Són relativament acomodats; Segons les Nacions Unides, Zanzíbar té el PIB per capita un 25% més alt que la resta de Tanzània. Aquesta influència econòmica ha donat lloc a la propagació contínua de la seva llengua i cultura a l'est d'Àfrica.

## Arquitectura
Anteriorment fou considerada per molts estudiosos d'estil i origen essencialment àrab ipersa; les evidències arqueològiques, escrites, lingüístiques i culturals suggereixen una gènesi i manteniment predominantment africanes. Això aniria acompanyat després per una influència àrab i islàmica perdurable en forma de comerç, matrimonis mixtos, i intercanvi d'idees.
Després de visitar Kilwa en 1331, el gran explorador amazic Ibn Battuta es va sorprendre de la considerable bellesa que hi va trobar. Descriu als seus habitants com a "zanj, fesomia fisca, i amb tatuatges a les seves cares", i assenyala que "Kilwa és una ciutat molt fina, de construcció sòlida, i tots els seus edificis són de fusta" (la seva descripció de Mombasa era essencialment idèntica). Kimaryo assenyala que les marques distintives de tatuatge són comunes entre els maconde. L'arquitectura inclou arcs, patis, cambres aïllades de les dones, la mihrab, torres i elements decoratius en els propis edificis. A moltes ruïnes encara es poden observar prop del port kenià de Malindi en les ruïnes de Gede (la ciutat perduda de Gede/Gedi).

## Persones notables

### Tanzània
- Shaaban Bin Robert
- Jakaya Kikwete, 4t President de Tanzània

### Zanzíbar

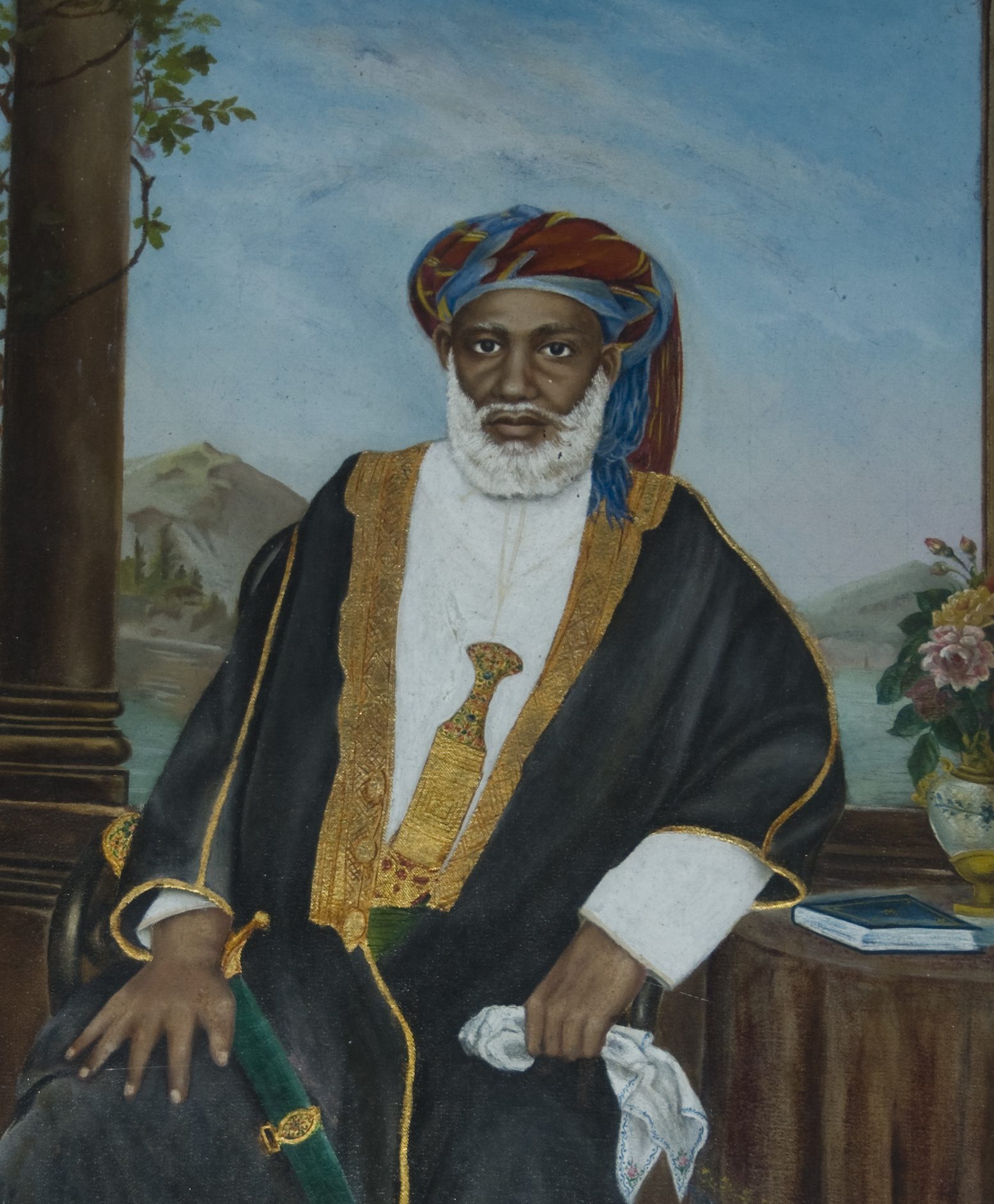
El comerciant Tippu Tip.

- Salim Ahmed Salim, Sisè Secretari General de l'OUA
- Seif Sharif Hamad, vicepresident de Zanzíbar
- Ali Mohamed Shein, Setè President de Zanzíbar
- Amani Abeid Karume, Sisè President de Zanzíbar
- Abeid Karume, Primer President de Zanzíbar
- Abdulrahman Mohamed Babu, revolucionari nacionalista
- Ali Karume, ambaixador de Tanzània a Itàlia
- Salmin Amour, Cinquè President of Zanzíbar
- Shamsi Vuai Nahodha, antic primer ministre se Zanzíbar
- Zakia Meghji, antic ministre de finances
- Ali Hassan Mwinyi, segon President de Tanzània
- Shaykh Abdullaah Swaalih Al-Farsy
- Tippu Tip
- Barghash bin Said
- Siti binti Saad
- Sayyida Salme

### Kenya
- Suleiman Shahbal
- Najib Balala
- Suleiman Saleh
- Prof. Abdulghafur El-Busaidy
- Prof. Ali Al'amin Mazrui
- Prof. Muhammad Hyder
- Stambuli Abdillahi Nassir

### Comores
- Mohamed Djaanfari
- Ahmed Abdallah Mohamed Sambi
- Ikililou Dhoinine
- Hamada Madi
- Djoueria Abdallah
- Said Dhoifir Bounou